# Hans D. Pohle
Hans Dieter Pohle (* 24. Juni 1931 in Berlin; † 2. Februar 2019 ebenda) war ein deutscher Internist und Infektiologe. Er war von 1968 bis 1998 Leiter des Preußischen Instituts für Infektionskrankheiten. 1973 gehörte Pohle zu den Gründungsmitgliedern der Deutschen Gesellschaft für Infektiologie und war von 1987 bis 1997 Vorsitzender der Gesellschaft. 

## Frühe Jahre
Pohle studierte zunächst an der Humboldt-Universität, musste das Medizinstudium allerdings 1950 zunächst beenden. Er floh aus der DDR und setzte es anschließend an der Freien Universität Berlin fort. 1956 schloss er das Studium mit dem Staatsexamen ab. Im Jahr darauf folgte seine Promotion zum Dr. med. bei Georg Henneberg am Robert Koch-Institut über die Epidemiologie und die Charakterisierung von Salmonellen. Nach einem Studienaufenthalt in den USA, begann er 1960 seine klinische Ausbildung am Rudolf-Virchow-Krankenhaus, wo er Schüler von Felix O. Höring war. Er wurde 1968 der Nachfolger von Felix Höring als Leiter des Preußischen Instituts für Infektionskrankheiten, was er 30 Jahre lang blieb.

## Wirken in Berlin
Pohle beschäftigte sich mit der eitrigen Meningitis und der Sepsis. In späteren Jahren waren Salmonellosen, Toxoplasmose und zuletzt die klinischen Aspekte der HIV-Infektion seine Tätigkeitsschwerpunkte. Im Jahr 1973 habilitierte er sich und wurde 1979 zum außerplanmäßigen Professor ernannt. Im Rahmen der Pandemieplanung der Länder Berlin und Brandenburg wurde 1978 unter seiner Leitung die größte deutsche Sonderisolierstation für Patienten mit hochansteckenden Erkrankungen, wie dem hämorrhagischen Fieber oder den Pocken, eingerichtet. Damit wurde die Infektionsklinik neben dem Bernhard-Nocht-Institut in Hamburg der zweite deutsche Standort für Isolationsbetten, in dem das hochansteckende hämorrhagische Fieber behandelt werden kann. Im Jahr 1990 wurde dort außerdem die erste deutsche HIV-Tagesklinik eingerichtet. Im Jahr 1998, dem Jahr, in dem er die Leitung an Norbert Suttorp übergab, wurde die Abteilung als Medizinische Klinik mit Schwerpunkt Infektiologie und Pneumologie der Charité angeschlossen. Von den 1980er Jahren bis zum Jahr 1998 war er in Berlin Chefarzt der II. Medizinischen (Infektions-)Klinik des Städtischen Rudolf-Virchow-Krankenhauses bzw. des Universitätsklinikums Rudolf Virchow.
Pohle wurde 1987 Vorsitzender der Deutschen Gesellschaft für Infektiologie, deren Gründungsmitglied er war, als dieser er sich für die Anerkennung der Infektiologie einsetzte. Auch hierin folgte er seinem ehemaligen Professor Felix Höring, der von 1973 bis 1977 erster Vorsitzender der Gesellschaft für Infektiologie war. Als Vorsitzender war Pohle 1991 Initiator und Kongresspräsident des Deutschen Kongresses für Infektionskrankheiten und Tropenmedizin. Dieser wurde bereits Ende der 1980er Jahre organisiert und sollte ursprünglich zwei Veranstaltungen in beiden Hälften Berlins umfassen, die zeitgleich stattfinden sollten. Durch den Fall der Berliner Mauer waren die Pläne letztendlich hinfällig und 1991 fand ein Kongress in Gesamtberlin statt, der von Pohle und Renate Baumgarten aus Ost-Berlin gemeinsam organisiert wurde und in Berlin-Hohenschönhausen stattfand.
Pohle war Ehrenmitglied der Deutschen Gesellschaft für Infektiologie. Außerdem war er im Nationalen AIDS-Beirat und der Nationalen AIDS-Stiftung engagiert. Er war stellvertretender Vorsitzender des Wissenschaftlichen Beirates der Bundesärztekammer.

## Veröffentlichungen
- Hans D. Pohle: Zur Epidemiologie der Salmonellosen: Erhebung über d. Vorkommen v. Salmonellen in Westberlin u. Experimente über d. biochem. Charakterisierung d. Salmonellen, Berlin, Diss. v. 24. Mai 1958.
- Hrsg.: Hans D. Pohle; Jack S. Remington: Toxoplasmose : Erreger und Krankheit, Gräfelfing, 1994.